# Първи върховен състав на Народния съд
Първият състав на Народния съд е образуван с цел осъждането на бившите регенти на България, дворцови съветници на цар Борис III и министри от двата кабинета на Богдан Филов и кабинетите на Добри Божилов, Иван Багрянов и Константин Муравиев. Подсъдими по този процес са 51 души. На 26 август 1996 г. присъдите на Първи върховен състав са отменени с Решение № 172 на Върховния съд.

## Състав

### Председател
- Богдан Шулев

### Членове
- Стефан Манов
- Давид Николов Гечев
- Йордан Иванов Шумков
- Рада Тодорова
- Мишо Мишев
- Серги Георгиев Златанов
- Вера Начева
- Райна Тодорова Петкова
- Емануил Елисеев Манов
- Димитър Митов Тошев
- Васил Христов Гурбов
- Тодор Милев Божилов.

### Народни обвинители (прокурори)
- Главен народен обвинител: Георги Петров
- Народни обвинители: Никола Гаврилов и Атанас Армянов

## Подсъдими

### Регенти
- Княз Кирил Преславски
- Проф. Богдан Филов
- Ген. Никола Михов

### Царски съветници
- Георги Димитров Ханджиев
- Димитър Георгиев Генчев
- Йордан Анастасов Севов
- Любомир Христов Лулчев
- Павел Симеонов Груев
- Петър Костов Петров
- Петър Богданов Морфов
- Рафаил Жечев Кънев
- Станислав Александров Балан

### Министри
- Александър Ангелов Гиргинов
- Проф. Александър Димитров Станишев
- Александър Цанов Сталийски
- Атанас Димитров Буров
- Проф. Богдан Димитров Филов
- Борис Иванов Йоцов
- Борис Борисов Колчев
- Борис Павлов Павлов
- Васил Николов Митаков
- Васил Минков Радославов
- Вергил Димов Вергилов
- Димитър Василев Иванов
- Димитър Любомиров Гичев
- Димитър х.Христов Кушев
- Димитър Стефанов Савов
- Димитър Иванов Шишманов
- Добри Божилов х.Янакиев
- Дочо Николов Христов
- Иван Иванов Багрянов
- Иван Бешков Дунов
- Иван Киров Вазов
- Иван Богданов Горанов
- Иван Владимиров Попов
- Константин Владов Муравиев
- Константин Йоцов Партов
- Михаил Петров Арнаудов
- Никола Захариев Ангелов
- Ген. Никола Михайлов Михов
- Никола Стойчев Мушанов
- Петър Димитров Габровски
- Първан Драганов Първанов
- Руси Стефанов Русев
- Ген. Руси Христов Русев
- Светослав Константинов Поменов
- Славейко Лазаров Василев
- Славчо Димитров Загоров
- Стефан Иванов Даскалов
- Ген. Теодоси Петров Даскалов
- Христо Петров Дойчинов
- Христо Георгиев Попов
- Христо Василев Вълев

## Процес и присъди
Заседанията започват на 20 декември 1944 г. в Тържествената зала на Съдебната палата. Регентите и много от другите подсъдими са в Москва, като намеренията на СССР не са известни. Георги Димитров пише на Трайчо Костов: „Не е решено тука ще бъдат ли изпратени в София въпросните министри, за да бъдат съдени в тяхно присъствие от Народния съд. Аз предложих регентите да се задържат тук, за да бъдат съдени от международен съд, а министрите да бъдат отправени в София“. На адвокатите на подсъдимите не са дадени никакви сведения къде са те, нито кога и как им е връчен обвинителния акт. Обяснението на главния обвинител Георги Петров е абсурдно: отсъстващите били поканени чрез обявление да си получат обвинителния акт от канцеларията на съда и трябвало да се приеме, че след изтичане на 7-дневен срок от обявлението този акт е получен.
Присъдите са прочетени на 1 февруари 1945 г. Малко преди 16 ч. подсъдимите са въведени в съдебната зала, обградени от милиционери. В 16 ч. Стефан Манов започва да чете присъдата, като това е предавано по високоговорители, поставени пред Съдебната палата, пред която по решение на ЦК на БКП градския комитет на партията е свикал митинг.
Мотиви за присъдата няма, председателят на съдебния състав Богдан Шулев казва пред журналисти, че след два дена съдът ще започне изготвянето им.
Първи върховен състав издава 33 смъртни присъди (на тримата регенти, осем царски съветници и двадесет и двама министри). Съгласно Наредбата-закон присъдите се изпълняват неотложно. След разстрела се съставя протокол, препис от който се изпраща в Министерството на правосъдието и съответния съд, който е постановил присъдата.
В сведението на главния народен обвинител Георги Петров до ЦК на БРП(к) от 3 юли 1945 г. за първи върховен процес е отбелязано, че осъдените на смърт са 33 и че са изпълнени 30 смъртни присъди. Двама осъдени на смърт не са присъствали на процеса - Славчо Загоров е бил в Берлин и не се е завърнал в България, а Дочо Христов е арестуван по-късно, на 19 април 1945 г., и разстрелян през октомври. Коя е неизпълнената присъда би могло да се установи със сигурност от протокола за разстрела на осъдените на смърт, но този документ не е открит.